# Cellulite (estetica)
La cosiddetta cellulite (chiamata anche "lipodistrofia ginoide", "pannicolopatia edemato fibrosa", "adiposis edematosa", "pannicolopatia edemato-fibro-sclerotica", "dermopanniculosis deformans", "status protrusus cutis", "liposclerosi", "pelle a buccia d'arancia", "pelle a trapunta") è una manifestazione topografica della pelle associata a depressioni o introflessioni, frequenti nella zona pelvica e addominale, nei fianchi, sui glutei e nelle cosce. Può manifestarsi anche associata a noduli nel tessuto adiposo sottocutaneo e in casi più rari ad un sospetto stato infiammatorio.
La prima apparizione documentata della parola "cellulite" compare in Francia nel 1873, nella dodicesima edizione del Dizionario di Medicina scritto dai medici Émile Littré e Charles-Philippe Robin. Il significato attribuito al termine era quello di "un'infiammazione del tessuto cellulare o laminare". Non si faceva quindi alcun riferimento al grasso, al tessuto adiposo o al caratteristico aspetto a "buccia d'arancia" della pelle al quale oggi viene associato la parola.
Il termine "cellulite", nell'accezione ormai globalmente utilizzata, fu introdotto in Francia nel 1922 da Alquier e Paviot descrivendola come inestetismo creando però una potenziale ambiguità e confusione con il termine cellulitis con cui nella letteratura medica inglese si descrive una infezione cancrenosa dei tessuti sottocutanei. Alquier e Paviot descrivevano una distrofia dei tessuti mesenchimiali senza alcun elemento flogistico.
Circa una decina di anni dopo Laguese la descrisse come una malattia dell'ipoderma caratterizzata da edema interstiziale e aumento del grasso sottocutaneo. Nürnberger e Müller, da una ampia indagine istologica, 150 autopsie e 30 soggetti viventi, non rilevarono alcun fenomeno di edema o di fibrosi associato alla cellulite.
La grande confusione sul nome da dare alla cellulite riflette la difficoltà di comprendere correttamente la natura del fenomeno. "Nonostante il grande interesse nel trattamento di questa condizione e l'enorme mercato per trattamenti topici volti a migliorare il suo aspetto, la cellulite è ancora una condizione enigmatica e un non-argomento di importanza minore, ammesso che ne abbia qualcuna, per i ricercatori medici". "La grande quantità di nonsensi pseudoscientifici che circolano in relazione alla cellulite rendono il soggetto poco attraente per ogni serio gruppo di studio".
Una revisione delle ricerche scientifiche pubblicate nel periodo dal 1978 ad aprile 2011 conclude che si tratta di un "fenomeno fisiologico o con basi fisiologiche, caratteristico della donna, di origine multicausale che molti fattori possono scatenare, perpetuare o peggiorare". L'opinione medica prevalente, specie nel mondo anglosassone, è che nel complesso si tratti di una "condizione normale di molte donne".

## Malattia o non malattia?
La cellulite è stata considerata un tipico caso di "Disease mongering". Già nel 1978 uno dei primi studi scientifici pubblicato aveva l'emblematico titolo:" La cosiddetta cellulite: una malattia inventata". Recentemente è stata definita da de Godoy " la non-malattia più investigata". L'alta incidenza (80-90%) nella popolazione femminile in età post puberale oltre al fatto che al di là dell'inestetismo si presenta generalmente come asintomatica la fanno considerare una normale condizione fisiologica.
Può essere invece considerata all'interno di un quadro patologico notando che è una condizione normale per moltissime donne ma non per tutte e che nelle sue forme più gravi si manifesta con noduli dolenti alla palpazione che fanno sospettare processi infiammatori, inoltre è generalmente associata ad un eccessivo accumulo di tessuto adiposo sottocutaneo di cui non è chiara la relazione positiva o negativa con il rischio cardiovascolare.

## Cause
Sono state ipotizzate decine di cause diverse.
- Disturbi del metabolismo[18],
- disordini nutrizionali[18][19][20],
- specifiche architetture sottocutanee[17][21][22][23],
- alterazioni della struttura del tessuto connettivo[24][25],
- fattori ormonali[1],
- fattori genetici[12],
- disturbi del sistema microcircolatorio[26][27],
- alterazioni nel sistema linfatico[11],
- alterazioni nella matrice extracellulare[1][5][28],
- infiammazioni[1][3][5][17].
- Invecchiamento[senza fonte]

Tutte le principali ipotesi formulate sulle cause della cellulite sono oggetto di controversia con argomenti pro e contro e si è portati a pensare che "la cellulite sia dovuta alla combinazione di tutti i fattori discussi, includendo ormoni, genetica, microcircolo, tessuto adiposo".

### Classificazione
La cellulite si può manifestare a diversi stadi in diverse aree corporee anche nello stesso soggetto.
Viene normalmente classificata con la scala Nürnberger e Müller che la divide in 4 stadi, 
- 0 = assenza di segni di cellulite
- 1 = la pelle affetta risulta liscia, ma compaiono segni di cellulite pinzando la pelle o contraendo i muscoli
- 2 = le introflessioni della cellulite sono presenti e visibili anche senza sollecitare la pelle
- 3 = presenza delle alterazioni dello stadio 2 in maggior numero e su un'area più estesa, accompagnate dalla presenza di noduli.

Sono state introdotte altre classificazioni dove la severità dell'inestetismo e delle alterazioni topografiche può essere misurata in densità, dimensioni, profondità oltre che considerando la lassità dei tessuti ed altri parametri fisiologici.
Nell'ipotesi che considera la cellulite una pannicolopatia edemato-fibro-sclerotica i diversi stadi rappresentano il percorso eziopatogenico della cellulite, dove lo stadio edematoso precede gli stadi successivi considerati una evoluzione/degenerazione del fenomeno.
Viene così caratterizzata come:
- Edematosa: Associata ad un edema cioè accumulo di liquidi, soprattutto intorno alle caviglie, ai polpacci, alle cosce e alle braccia.
- Fibrosa: Associata a fibrosi, cioè con un aumento delle strutture trabecolari e dei setti di tessuto connettivo che ripariscono in diversi lobi il tessuto adiposo sottocutaneo. È caratterizzata da piccoli noduli non percepibili al tatto se non come rugosità sottocutanea e dalla cute a buccia d'arancia.
- Sclerotica: Dove forma una sclerosi, così un indurimento dei tessuti associati a noduli di grandi dimensioni e placche . Può essere molto dolente.

### Fattori aggravanti
Vi sono molti fattori considerati aggravanti della cellulite come:
- Vita sedentaria o dimagrimento eccessivamente rapido: il tessuto muscolare cede e quindi si aggrava la situazione visiva della cellulite. Per avere meno problemi di cellulite bisogna essere sempre in movimento, il moto infatti aiuta a mantenere efficiente muscolatura, circolazione e metabolismo aiutando a bruciare i grassi e a prevenire la stasi circolatoria.
- Causa un'alimentazione sbagliata, cioè troppo piena di calorie e di cibi ricchi di grassi e di sale, si forma un accumulo di adipe localizzato, ritenzione dei liquidi.
- Postura sbagliata e con gambe accavallate, contribuisce ad aggravare la circolazione sanguigna e quindi la cellulite perché comprime i vasi.
- Troppo tempo in piedi immobili causa una cattiva circolazione sanguigna, perché il sangue fa fatica a risalire dagli arti inferiori, con conseguente stasi circolatoria.
- L'abbigliamento troppo stretto causa cattiva circolazione perché comprime i vasi.
- Scarpe troppo strette o con tacco troppo alto, ostacolano il ritorno venoso e linfatico e impediscono il corretto funzionamento dell'importantissima "pompa venosa".
- Stress e fumo sono altri fattori che aggravano lo stato della cellulite perché: Lo stress aumenta il livello degli ormoni dello stress e invece il fumo ha un'azione vasocostrittrice e aumenta i radicali liberi che peggiorano il microcircolo e aiutano ad accelerare l'invecchiamento cutaneo.
- Essere in sovrappeso o affetti da obesità

## Prevenzione e rimedi
Diversi accorgimenti possono aiutare a prevenire la cellulite. Alcune attenzioni nell'alimentazione, un'attività fisica costante, l'uso di abiti confortevoli e non troppo stretti, scarpe con tacchi non eccessivamente alti e modificazioni della postura sono i rimedi più facili da attuare per prevenire questo fastidioso disturbo della pelle.

### Possibili rimedi coadiuvanti
- Attività fisica aerobica.
- Astensione da alcool e fumo.
- Evitare la stipsi cronica.
- Correggere i difetti dell'appoggio plantare.
- Non utilizzare scarpe con il tacco alto o scarpe da tennis per tempi prolungati.
- Non utilizzare indumenti stretti che possano limitare il ritorno veno-linfatico.

### Possibili trattamenti
Nell'enorme mercato dei trattamenti per ridurre la cellulite si va dai prodotti topici alla liposuzione. Molti di questi trattamenti mancano di prove di efficacia.
- Prodotti topici.
- Massaggi.
- Pressoterapia.
- Mesoterapia.
- Liposuzione.
- Carbossiterapia.
- Ultrasuonoterapia.
- Laserterapia.
- Diatermia.